# Bilfärja

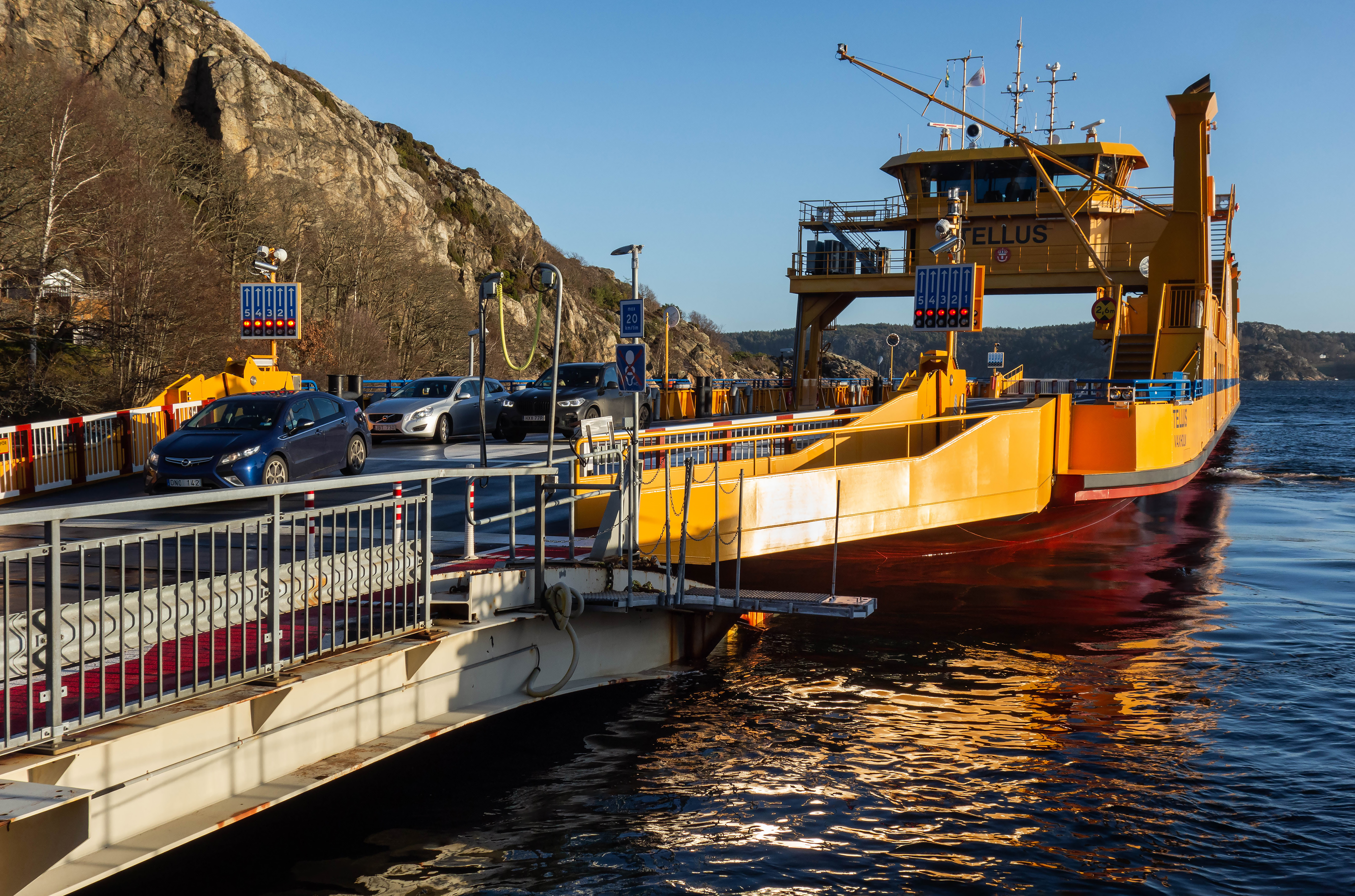
M/S Tellus, ägd av Trafikverket Färjerederiet i Gullmarsfjorden.

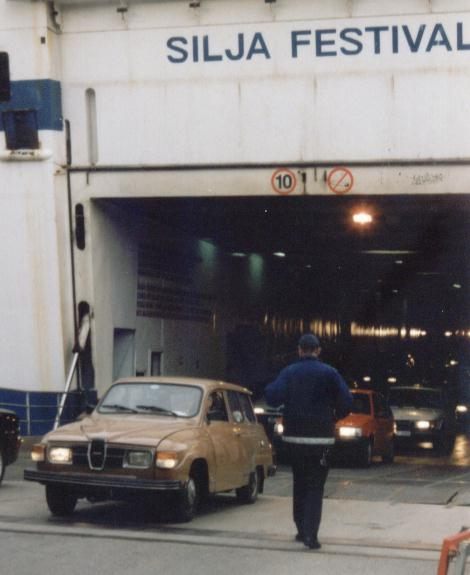
Bilfärjan Silja Festival lossar sin last i Åbo i augusti 2001.

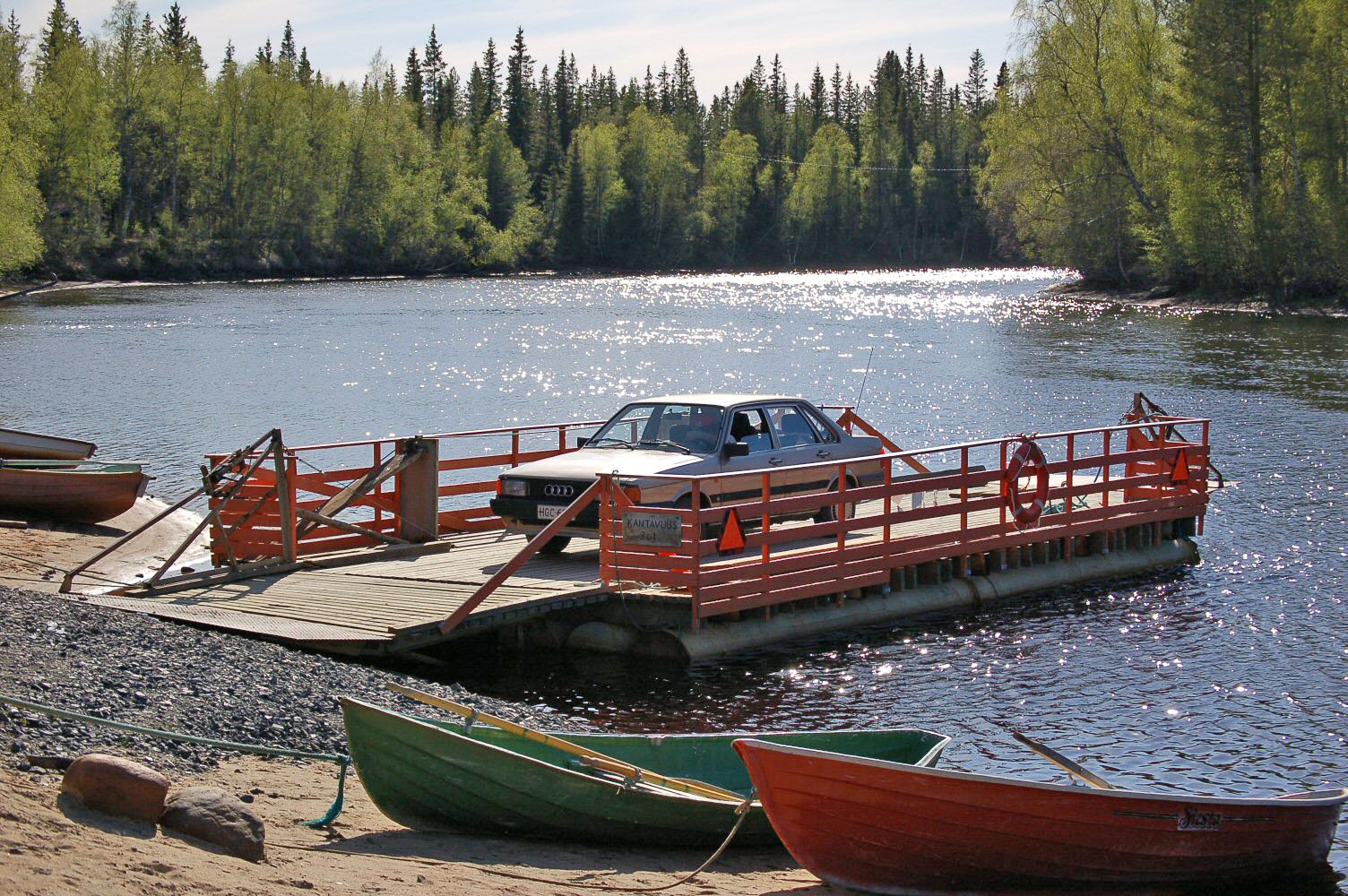
Manuellt opererad vajerfärja på privatväg, Ijo.

En bilfärja kallas en färja där man kan köra ombord med personbilar och andra motordrivna markfordon, som bussar, lastbilar eller motorcyklar.

## Finland
Det finns ett antal mindre bilfärjor i Finland. Det finns 24 st i skärgården (de flesta i Skärgårdshavet) och 19 st i inlandet (de flesta i Östra Finlands län), och dessutom 9 st inom det självstyrande Åland (Ålandstrafiken). Dessutom finns stora bilfärjor mellan Finland och Sverige via Åland.

## Sverige
1931 började bilfärjor trafikera sträckan Helsingborg–Helsingör, första bilfärjan på sträckan var Åsa Thor. Trafikverket Färjerederiet, som är den dominerande operatören av bilfärjor i Sverige föredrar termen vägfärja då Trafikverket anser att benämningen beskriver syftet bättre (ett sammanhängande vägnät).

## Frakt av fordon över oceanerna
Det går att frakta bilar över oceanerna via särskilda biltransportfartyg som är till för att frakta nya bilar. Man kan även frakta bilar i en container. Passagerare kan få följa med i vissa fall. Det kan vara betydande byråkrati för att få föra in bilar i andra länder. Det vanliga är i stället att vid semesterresor hyra en bil på plats, eller förlita sig till de allmänna transporterna.

### Fotnoter
1. ↑  ”Tur och retur över sundet – dygnet runt”. Helsingborgs hamn. http://www.port.helsingborg.se/allmanhet/farjetrafiken/. Läst 23 november 2015.
2. ↑  Agneta Slonawski (29 oktober 2009). ”Till sjöss på lastfartyg”. Svenska dagbladet. http://www.svd.se/till-sjoss-pa-lastfartyg. Läst 23 november 2015.